# Новак, Станислав (епископ)
Стани́слав Но́вак (пол. Stanisław Nowak; 11 июля 1935, Езёжаны, Польша — 12 декабря 2021) — первый архиепископ Ченстоховы с 25 марта 1992 года по 20 декабря 2011 года.

## Биография
Станислав Новак родился 11 июля 1935 года в Польше. После окончания средней школы изучал католическую теологию в Краковской семинарии и на теологическом факультете Ягеллонского университета.
22 июня 1958 года Станислав Новак был рукоположён в священника, после чего работал в различных католических приходах. С 1963 по 1979 года работал в краковской семинарии. 2 марта 1979 года римский папа Иоанн Павел II наградил Станислава Новака почётным званием «Прелат Святого Престола».
26 октября 1984 года римский папа Иоанн Павел II назначил Станислава Новака епископом епархии Ченстоховы. 25 ноября 1984 года состоялось рукоположение Станислава Новака в епископа, которое совершил кардинал Юзеф Глемп.
25 марта 1992 года Римский папа Иоанн Павел II издал буллу Totus tuus Poloniae populus, которой возвёл епархию Ченстоховы в ранг архиепархии и Станислав Новак стал первым архиепископом этой архиепархии. C 1993 года вспомогательным епископом архиепархии был Антони Юзеф Длугош.
29 декабря 2011 года Станислав Новак вышел на пенсию.
Умер 12 декабря 2021 года.